# Pruvotininae
De Pruvotininae of Pararrhopaliinae is een onderfamilie van weekdieren uit de orde Cavibelonia.

## Geslachten
- Labidoherpia Salvini-Plawen, 1978
- Pararrhopalia Simroth, 1893
- Pruvotina Cockerell, 1903